# Талкитна (Аляска)
Талки́тна (англ. Talkeetna) — статистически обособленная местность в боро Матануска-Суситна штата Аляска (США). Мэром поселения c 18 июля 1997 года по 21 июля 2017 года являлся кот по кличке Стаббс.

## География
Талкитна расположена в южной части штата в месте слияния трёх рек: Суситна, Чулитна и Талкитна. Площадь местности составляет 111,2 км², из которых 3,6 км² занимают открытые водные пространства. Поселение обслуживает одноимённый аэропорт. До крупнейшего города Аляски, Анкориджа, два с половиной часа езды по автодороге (около 125 километров по прямой). Талкитна является последней базой для экспедиций, отправляющихся покорять самую высокую гору Северной Америки, Денали, до которой от поселения по прямой около 95 километров.

## История
Поселение было основано в 1896 году как шахтёрский посёлок. В 1915 году Талкитна стала штаб-квартирой Инженерной комиссии Аляски, которая строила Аляскинскую железную дорогу, в то время население посёлка возросло до тысячи человек. В 1919 году прокладка железной дороги была окончена, и население Талкитны стало убывать, в 1959 году в Талкитне жило лишь около 80 человек. В 1964 году было закончено строительство автомобильной дороги от Анкориджа до Талкитны. В том же году поселению был причинён значительный ущерб Великим Аляскинским землетрясением, хотя Талкитна находилась примерно в 180 километрах от эпицентра.
С 1981 года в Талкитне ежегодно проводится состязание Bachelor Auction & Ball, с 1986 года — Wilderness Woman Contest. 26 апреля 1993 года Талкитна была занесена в Национальный реестр исторических мест США. В июне 2007 года в Талкитне сгорела единственная школа (обучалось 96 учеников, 7 учителей), новая была открыта в январе 2010 года.

### Мэр Стаббс
В апреле 1997 года в Талкитне родился кот, которому дали кличку Стаббс. 18 июля того же года, ещё будучи котёнком, Стаббс был избран мэром Талкитны. Резиденция мэра находится в супермаркете «Нэглис» (англ. Nagley's General Store). По состоянию на июль 2012 года Стаббс успешно продолжал свою работу мэром. По состоянию на апрель 2013 года Стаббс имеет более 7000 «лайков» на своей страничке в Facebook. Лично с мэром Талкитны ежедневно встречаются 30—40 туристов. В сентябре 2013 года Стаббс был госпитализирован после нападения собаки, мэр Талкитны получил серьезные травмы. 21 июля 2017 года в возрасте 20 лет Стаббс умер от старости во сне. Возможный преемник — котёнок по кличке Денали.

### В кино
- Считается, что Талкитна послужила прообразом вымышленного городка Сисели из сериала «Северная сторона» (1990—1995)[12][13].
- В 2002 году на экраны вышел фильм «Снежные псы», действие которого по сюжету происходит в Талкитне.

## Демография
Население
- 1915 год — ок. 1000 жителей
- 1959 — ок. 80
- 1990 — 250
- 2000 — 772
- 2010 — 876
- 2012 — 894
- 2020 — 1055

Расовый состав (2010)
- белые — 91,4 % (87,9 % в 2000 году)
- эскимосы — 3,7 % (3,8 %)
- афроамериканцы — 0,3 %
- азиаты — 0,5 % (0,1 %)
- уроженцы тихоокеанских островов или Гавайев — 0,5 %
- прочие расы — 0,2 % (1,3 %)
- смешанные расы — 3,4 % (6,9 %)
- латиноамериканцы (любой расы) — 1,8 % (1,0 %)

## Достопримечательности
- Talkeetna Roadhouse[англ.] — гостиница, построенная в 1914—1917 годах[14].
- Fairview Inn — гостиница, построенная в 1923 году.
- Магазин Nagley's General Store — работает с начала XX века[15].